# Triangle de Koch
Le triangle de Koch est une zone de l'endocarde de la paroi de l'atrium droit.

## Terminologie
Le triangle de Koch est nommé d'après le nom du pathologiste allemand Walter Koch.
Cette entité anatomique n'est pas répertoriée dans les nomenclatures anatomiques TA98 ou TA2, Seul sont répertorié ses limites.

## Structure
Le triangle de Koch est la zone de l'atrium droit délimitée par l'orifice du sinus coronaire, le tendon de la valvule de la veine cave intérieure (tendon de Todaro) et la cuspide septale de la valve atrio-ventriculaire.
Le nœud atrioventriculaire est situé au sommet du triangle par rapport à la base constituée par l'orifice du sinus coronaire et le vestibule de la valve atrio-ventriculaire droite.
Les variations dans la taille du triangle de Koch sont courantes.

## Aspect clinique
Le triangle de Koch est un repère important pour les procédures d'ablation par cathéter auriculo-ventriculaire pour la localisation du nœud atrioventriculaire.